# Zona respiratória
A zona respiratória em fisiologia e no estudo do sistema respiratório,  é a região do espaço que compreende uma distância de aproximadamente 150+/-50mm a a partir das narinas, sob a influência da respiração. O ar inspirado passa através da traqueia, brônquios e bronquíolos, finalmente entrando nos bronquíolos terminais, bronquíolos respiratórios e alvéolos; os bronquíolos respiratórios e alvéolos são a zona respiratória dos pulmões onde a troca gasosa acontece.

## Estrutura
A zona respiratória inclui as estruturas com alvéolos, participam então das trocas gasosas: os bronquíolos respiratórios, os dutos alveolares e os sacos alveolares:
- Os bronquíolos respiratórios são estruturas de transição que possuem cílios e musculatura lisa, são considerados parte da zona da área de trocas gasosas porque eventualmente existem alvéolos em suas paredes.
- Os dutos alveolares são revestidos de alvéolos, não contém cílios e apenas pouca musculatura lisa, os dutos terminam nos sacos alveolares que também são revestidos de alvéolos.
- Os alvéolos pulmonares são evaginações em forma de sacos, nas paredes do brônquios respiratórios, dutos alveolares e sacos alveolares. Cada pulmão tem aproximadamente 300 milhões de alvéolos.

## Mecanismo
A zona respiratória compreende basicamente alvéolos e capilares, na região respiratória o sangue entra em contato com o ar e então ocorre a troca gasosa.